# Antheraea insularis
Antheraea insularis är en fjärilsart som beskrevs av Watson 1913. Antheraea insularis ingår i släktet Antheraea och familjen påfågelsspinnare. Inga underarter finns listade i Catalogue of Life.